# OGLE-TR-111 b
OGLE-TR-111 b è l'unico pianeta extrasolare confermato orbitante attorno alla stella nana gialla OGLE-TR-111, nella costellazione della Carena, a circa 5000 anni luce dalla Terra.

## Scoperta
OGLE-TR-111 b venne scoperto nel 2002 dall'Optical Gravitational Lensing Experiment (OGLE) da cui ha preso il nome. Gli astronomi rilevarono che periodicamente la luce di OGLE-TR- 111 diminuiva ogni 4 giorni, e ipotizzarono di aver trovato un pianeta extrasolare, poi confermato nel 2004.

## Orbita
L'eccentricità orbitale di OGLE-TR-111 b è pari a 0 e il semiasse maggiore è 0,047 UA. La rivoluzione del pianeta è di 4,1 giorni.

## Massa e raggio
La massa di OGLE-TR-111 b è di 0,54 masse gioviane, quindi si può presumere che sia un gigante gassoso senza superficie solida. Il raggio è paragonabile a quello di Giove, o poco superiore.